# Heilgeiststraße 68 (Stralsund)
Das Gebäude mit der postalischen Adresse Heilgeiststraße 68 ist ein denkmalgeschütztes Bauwerk in der Heilgeiststraße in Stralsund.

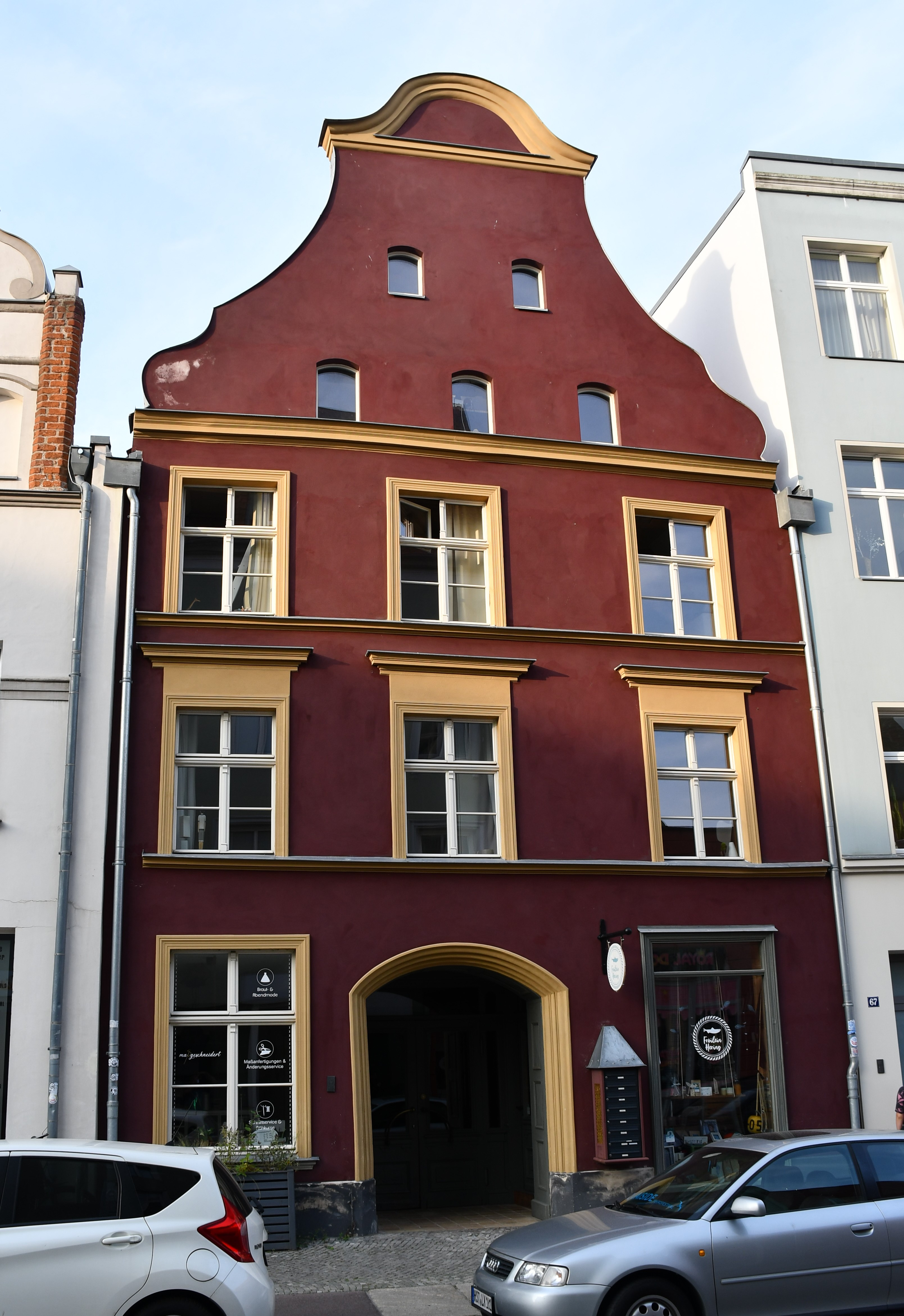
Das Haus Heilgeiststraße 68 in Stralsund (2023)

Der dreigeschossige und dreiachsige, giebelständige Putzbau wurde in der Mitte des 18. Jahrhunderts errichtet.
Die mittlere Achse beherbergt das segmentbogige Portal mit zweiflügeliger Haustür. Gesimse trennen die Geschosse optisch. Über dem Hauptgesims krönt ein Schweifgiebel das Gebäude.
Das Haus liegt im Kerngebiet des von der UNESCO als Weltkulturerbe anerkannten Stadtgebietes des Kulturgutes „Historische Altstädte Stralsund und Wismar“. In die Liste der Baudenkmale in Stralsund ist es mit der Nr. 338 eingetragen.
Im Jahr 2017 befindet sich das Haus in der Sanierungsphase, die 2018 abgeschlossen werden soll.